# Brugsanvisning
En brugsanvisning eller en betjeningsvejledning er en information som hjælper brugeren af et produkt med at bruge det sikkert og retmæssigt. Begrebet har talrige betegnelser (f.eks. brugervejledning, brugsvejledning, instruktionsbog, brugerhåndbog og mange flere) og former (f.eks. bog, pjece, skilt, klistermærke eller touchscreen), som dog ikke har nogen retslig betydning. I mange tilfælde medleveres en brugsanvisning ikke længere i trykt form, men udelukkende som en elektronisk fil på et lagringsmedie eller på internettet.
Formen på og indholdet af en brugsanvisning er afhængig af produktets type og salgslandet, da lovgivningen foreskriver hvilke informationer som skal følge med hvilke produkter.

## Fremstilling
Brugsanvisninger er dele af den eksterne tekniske dokumentation og skrives ofte af tekniske redaktører. Til fremstillingen findes der redaktionssystemer, hvori der ofte er indbygget et oversættelsesprogram til oversættelse af teksten og et billedbibliotek.

## Juridisk
Producenten af et teknisk produkt har en instruktionspligt overfor køberne, som opfyldes ved overrækkelsen af en brugsanvisning; denne er dermed en bestanddel af produktet, og en mangelfuld, ufuldstændig eller uforståelig brugsanvisning betragtes som en mangel − præcis ligesom en fejl på selve produktet − og kan føre til efteropfyldelse, nedsættelse af prisen eller hævning af købet. I rammerne af produktansvaret kan en mangelfuld brugsanvisning ved ting- eller personskader føre til en stor finansiel hæftelsesrisiko.
Ud fra normer, retningslinjer og love er der krav om formen på og indholdet af en brugsanvisning.
Den juridiske sprogbrug afviger fra den industrielle: De her nævnte dokumenter er instruktioner. Dokumentation er i juridisk betydning derimod kun protokoller og dokumenter angående produktets karriere, altså udvikling, produktion, test og levering.

## Instruktionsbøger til biler
Instruktionsbogen til en bil kan være på flere hundrede sider. For at gøre bogen så overskuelig og brugervenlig som muligt, beskrives mere omfangsrigt udstyr som f.eks. navigationssystemer, bilradioer, audiovisuelle systemer og biltelefoner ofte i særskilte bøger. De fleste bilinstruktionsbøger beskriver alle mulige motor- og udstyrskombinationer for den pågældende modelserie. Kunden må derfor selv lede efter de for sin bil relevante tekster og specifikationer, hvilket kan være ret svært og kan føre til misforståelser eller sågar betjeningsfejl. Derfor medleverer nogle bilfabrikanter en individualiseret instruktionsbog, hvor kun de for bilen relevante instruktioner er medtaget. Nogle fabrikanter medleverer ligeledes en instruktionsbog på cd-rom eller stiller bestemte informationer til rådighed på deres hjemmeside.

## Instruktionsbøger til tekniske anlæg og maskiner
Vejledningerne til montering, brug, vedligeholdelse og reparation af tekniske anlæg og maskiner er ekstremt vigtige for brugeren og hører derfor til både typegodkendelsen og leveringsomfanget. Samtidig er det nødvendigt at være bekendt med dem ved ibrugtagning af anlægget/maskinen. En fejlbehæftet, ufuldstændig eller uforståelig instruktionsbog kan føre til uforsvarlig brug af produktet og dermed blive en alvorlig farekilde for personer og genstande.
De fleste brugsanvisninger, især til elektriske apparater, har advarsler og bemærkninger, som også gør producent og leverandør ansvarsfri, hvis noget går galt (f.eks. hvis kæledyr vaskes i en vaskemaskine eller tørres i en mikrobølgeovn).

## Brugsanvisninger til lægemidler
Farmaceutiske produkter og lægemidler skal vedlægges et pakkebilag, hvoraf bl.a. risikoen og bivirkningerne ved indtagelse skal fremgå. Ligeledes skal de væsentligste aktive stoffer samt arten af og dosissen ved indtagelse være anført.

## Brugsanvisninger til digitale systemer
Brugsanvisninger til digitale systemer kan bestå af dels fysiske manualer, der normalt inkluderer skærmbilleder af brugergrænsefladen, dels instruktionsvideoer og FAQ for at hjælpe brugeren til at anvende systemet på egen hånd.